# 南箐镇
南箐乡（羅馬化：li ci），是中华人民共和国四川省凉山彝族自治州越西县下辖的一个乡镇级行政单位。

## 行政区划
南箐乡下辖以下地区：
小山村、瓦西村、河坎村、广洛村、南山村、白泥村、苏呷村、团河村、新华村、南新村、南箐村和南林村。